# محمد يعلى
محمد يعلى أو محمد الحاج يعلى، من مواليد 29 ديسمبر 1929 في تيفرا بولاية بجاية بالجزائر، هو سياسي جزائري، عضو في جبهة التحرير الوطني .
خلال حرب الاستقلال عمل كسفير الحكومة الجزائرية المؤقتة في الصين. عند الاستقلال أصبح والي للجزائر العاصمة وقسنطينة قبل أن يكون مستشارًا لرئاسة مجلس الوزراء في عام 1974، حتى عام 1977 عندما دخل الحكومة.

## وظائف
- 1965 - 1970، محافظ الجزائر [7]
- 1970 - 1974، والي ولاية قسنطينة [8]
- 1974 - 1977، مستشار في رئاسة الجمهورية [9]
- 1977 - 1979، وزير التجارة.
- 1979 - 1982، وزير المالية.
- 1982 - 1987، وزير الداخلية .
- 1988، سفير الاتحاد السوفياتي.[10]